# Jung Won-jin
Đây là một tên người Triều Tiên, họ là Jung.
Jung Won-jin (sinh ngày 10 tháng 8 năm 1994) là một cầu thủ bóng đá Hàn Quốc thi đấu ở vị trí tiền đạo và tiền vệ thi đấu cho Pohang Steelers ở K League 1.

## Sự nghiệp câu lạc bộ
Jung gia nhập Pohang Steelers năm 2016 và ra mắt chuyên nghiệp trước Urawa Red Diamonds ở Giải vô địch bóng đá các câu lạc bộ châu Á ngày 2 tháng 3 năm 2016. Ngày 12 tháng 3 năm 2016, anh ra mắt tại K League 1 trước Gwangju FC.

## Thống kê sự nghiệp câu lạc bộ
| Thành tích câu lạc bộ | Thành tích câu lạc bộ | Thành tích câu lạc bộ | Giải vô địch | Giải vô địch | Cúp     | Cúp       | Châu lục | Châu lục  | Tổng cộng | Tổng cộng |
| Mùa giải              | Câu lạc bộ            | Giải vô địch          | Số trận      | Bàn thắng    | Số trận | Bàn thắng | Số trận  | Bàn thắng | Số trận   | Bàn thắng |
| Hàn Quốc              | Hàn Quốc              | Hàn Quốc              | Giải vô địch | Giải vô địch | Cúp KFA | Cúp KFA   | Châu Á   | Châu Á    | Tổng cộng | Tổng cộng |
| --------------------- | --------------------- | --------------------- | ------------ | ------------ | ------- | --------- | -------- | --------- | --------- | --------- |
| 2016                  | Pohang Steelers       | K League 1            | 1            | 0            | 0       | 0         | 1        | 0         | 2         | 0         |
| Tổng                  | Hàn Quốc              | Hàn Quốc              | 1            | 0            | 0       | 0         | 1        | 0         | 2         | 0         |
| Tổng cộng sự nghiệp   | Tổng cộng sự nghiệp   | Tổng cộng sự nghiệp   | 1            | 0            | 0       | 0         | 1        | 0         | 2         | 0         |